# Lerista fragilis
Lerista fragilis là một loài thằn lằn trong họ Scincidae. Loài này được Günther mô tả khoa học đầu tiên năm 1876.